# Lukas Glöckel
Lukas Glöckel, auch Kleckel († 15. Mai 1716 in Olmütz) war ein österreichischer Architekt und Baumeister des Barock, der vorwiegend in Mähren tätig war.

## Leben
Lukas Glöckel war wahrscheinlich der Bruder des oberösterreichischen Architekten Adam Glöckel, der zur selben Zeit in Mähren tätig war. Er besaß seit 1703 das Bürgerrecht in Olmütz. Neben seiner Bautätigkeit in Mähren war er zwischenzeitlich auch in Wien Mitglied der hiesigen Baukommission.

## Werke

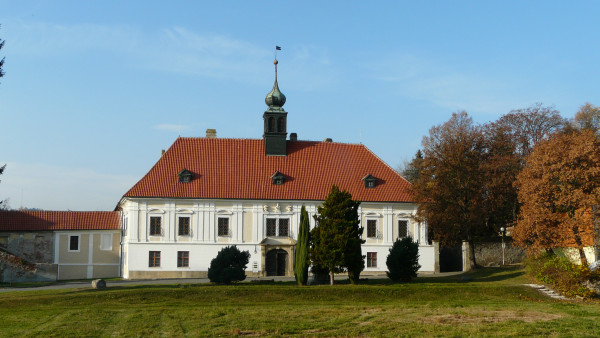
Schloss Konitz

- Beteiligung an der Restaurierung des Prämonstratenserklosters, Konitz (1694)
- Um- und Neubau des Schlosses, Konitz (1705–1706)
- Chor, Presbyterium, Sakristei und Oratorium der Pfarrkirche St. Peter und Paul, Kutscherau (1706–1707)
- Schloss, Jessenetz (1710)
- Jesuitenkirche Maria Schnee, Olmütz (1712–1716), Bauausführung
- Umbau des Ordensseminars hl. Franz Xaver, Olmütz (1717–1720), Ausführung von Wolfgang Reich